# 紐波特會戰
紐波特會戰（荷蘭語：Slag bij Nieuwpoort）是八十年戰爭中的一場著名戰役，於1600年7月2日在今比利時紐波特附近會戰，由拿騷的毛里茨率領的荷蘭軍隊，對抗由奧地利大公阿爾布雷希特所帶領的弗蘭德（西班牙）聯軍。
拿騷的毛里茨（後來的奧蘭治親王）被派往攻打敦克爾克市（今法國與比利時邊境附近），遭到阿爾布雷希特的突襲，會戰於是展開。這場會戰造成荷軍攻佔敦克爾克市的計畫被迫取消。
這場會戰是荷蘭歷史上最著名的戰役之一，部分肇因於紐波特會戰的日期容易記得。

## 註腳
1. ↑  Verhoef, C.E.H.J.  [1600年紐波特會戰：八十年戰爭中最著名的戰役]. Aspekt. 2000-06-28. ISBN 9789075323863 （荷兰语）.